# Dakuten
|    | w  | r  | y  | m  | h  | n  | t  | s  | k  |    |   |
| ん | わ | ら | や | ま | は | な | た | さ | か | あ | a |
| っ | ゐ | り |    | み | ひ | に | ち | し | き | い | i |
| ゛ |    | る | ゆ | む | ふ | ぬ | つ | す | く | う | u |
| ー | ゑ | れ |    | め | へ | ね | て | せ | け | え | e |
| ヶ | を | ろ | よ | も | ほ | の | と | そ | こ | お | o |

Dakuten (濁点), coloquialmente ten-ten ("punto punto"), es un signo diacrítico empleado en el silabario kana japonés para indicar que la consonante de una sílaba se pronuncia sonora.
Handakuten (半濁点), coloquialmente maru ("círculo"), es un signo diacrítico empleado en caracteres del silabario kana japonés que, en el sistema de Romanización Hepburn, se transliteran comenzando con h. El mismo modifica la fonética del carácter pronunciándose como [p].

## Gráfica
El dakuten se parece a unas comillas, mientras que el handakuten es un pequeño círculo, ambos posicionados en la esquina superior derecha de un carácter kana:
◌゙ dakuten
◌゚ handakuten
Los símbolos son idénticos en las escrituras hiragana y katakana. La combinación de caracteres se usa rara vez, pero Unicode y todos los sistemas de codificación de los caracteres japoneses habituales proveen signos para todas las posibles combinaciones de caracteres dakuten y handakuten.
Debido al parecido entre el dakuten (◌゙) y las comillas ("), en japonés escrito se usan a menudo comillas cuadradas (「」) en su lugar, pero en algunos diálogos como en globos de historietas el dakuten se usa como comilla.

## Cambios fonéticos
La siguiente tabla resume los cambios fonéticos causados por el dakuten y el handakuten. Literalmente, sílabas con dakuten son "sonidos turbios" (濁音 dakuon) y las que no lo tienen son "sonidos claros" (清音 seion), pero el handakuten (literalmente "marca semiturbia") no sigue este patrón.
| sin   | dakuten | handakuten |
| ----- | ------- | ---------- |
| か ka | が ga   |            |
| さ sa | ざ za   |            |
| た ta | だ da   |            |
| は ha | ば ba   | ぱ pa      |

 (para una tabla completa).

### Marcas de iteración del kana
El dakuten también se puede añadir a las marcas de iteración hiragana y katakana, para denotar que el kana previo se repite sonoro.
|          | sin | dakuten |
| -------- | --- | ------- |
| hiragana | ゝ  | ゞ      |
| katakana | ヽ  | ヾ      |

Ambos signos son relativamente raros, pero se encuentran a veces en nombres personales, como Misuzu (みすゞ), Suzuho (すゞほ) o Suzuka (すゞか). En estos casos la pronunciación es idéntica a si se escribiera completo en kana.

## El sonido V
Solamente en katakana, el dakuten también se puede añadir al carácter ウ u y un carácter de vocal pequeño para crear un sonido /v/, como en ヴァ va. Como /v/ no existe en japonés, este uso solo es para préstamos modernos y es relativamente raro. Por ejemplo Venus se translitera habitualmente como ビーナス biinasu en vez de ヴィーナス viinasu. Sin embargo, muchos japoneses pronunciarían ambas palabras de igual forma, con un sonido /b/, y puede o no que las reconozcan como la misma palabra.
Un método todavía menos frecuente es añadir dakuten a la serie w-, reviviendo los desaparecidos caracteres para /wi/ (ヰ) y /we/ (ヱ). /vu/ se representa usando /u/ como se ha visto más arriba; /wo/ se convierte en /vo/ a pesar de que la W normalmente es muda. También existen caracteres para este método (/va/ ヷ /vi/ ヸ /vu/ ヴ /ve/ ヹ /vo/ ヺ), a pesar de que la mayoría de los sistemas de introducción de caracteres en el ordenador no tienen un sistema conveniente para ellos.
- Datos: Q594963
- Multimedia: Dakuten / Q594963